# FD型蒸汽机车
FD型蒸汽机车（俄語：Паровоз ФД）是苏联铁路的一款干线货运型蒸汽机车，它以苏联早期领导人捷尔任斯基的两个俄文首字母命名。该车由伏罗希洛夫格勒蒸汽机车制造厂和乌兰乌德蒸汽机车制造厂于1931年到1942年期间生产，共计3213台，最高时速为85公里/小时。

## 历史

### 在苏联铁路的运用
该车在苏联第一个五年计划时期被摆上议事日程。1931年，伏罗希洛夫格勒蒸汽机车制造厂花了100天的计划以及170天的研制，制造出了第一台机车并送至莫斯科展示。1932年进行的机车性能试验表明该款机车性能良好。在那一年，伏罗希洛夫格勒蒸汽机车制造厂开始大规模生产ФД20型机车。截至1941年为止共制造出2925辆ФД20型机车。
由于对安装在ФД20型机车的Eleco-E型窄管过热器的运行结果并不完全令人满意，伏罗希洛夫格勒蒸汽机车制造厂将3辆1936年制造的ФД20-894、ФД20-895和ФД20-939配备了L40型楚索夫式宽管过热器。这3辆机车的测试结果消除了许多设计师对管路泄漏可能性的担忧，因此从1940年起，伏罗希洛夫格勒蒸汽机车制造厂大量生产安装楚索夫式宽管过热器的ФД型机车。为了将两种不同加热器的蒸汽机车区分开来，安装楚索夫式宽管过热器的ФД型机车定型号为ФД21。然而由于1941年6月苏德战争爆发，伏罗希洛夫格勒蒸汽机车制造厂停产蒸汽机车。最后4台ФД21型机车由乌兰乌德蒸汽机车制造厂于1942年制造。
FD型蒸汽机车在实践中发挥了强大的牵引力，所以在苏联43条干线铁路中，有23条干线铁路使用该款机车。然而由于在1956年2月召开的苏联共产党第二十次代表大会提出“广泛推广电力机车和内燃机车”，这些机车逐步退役，部分出口给中国。

### 在中国铁路的运用

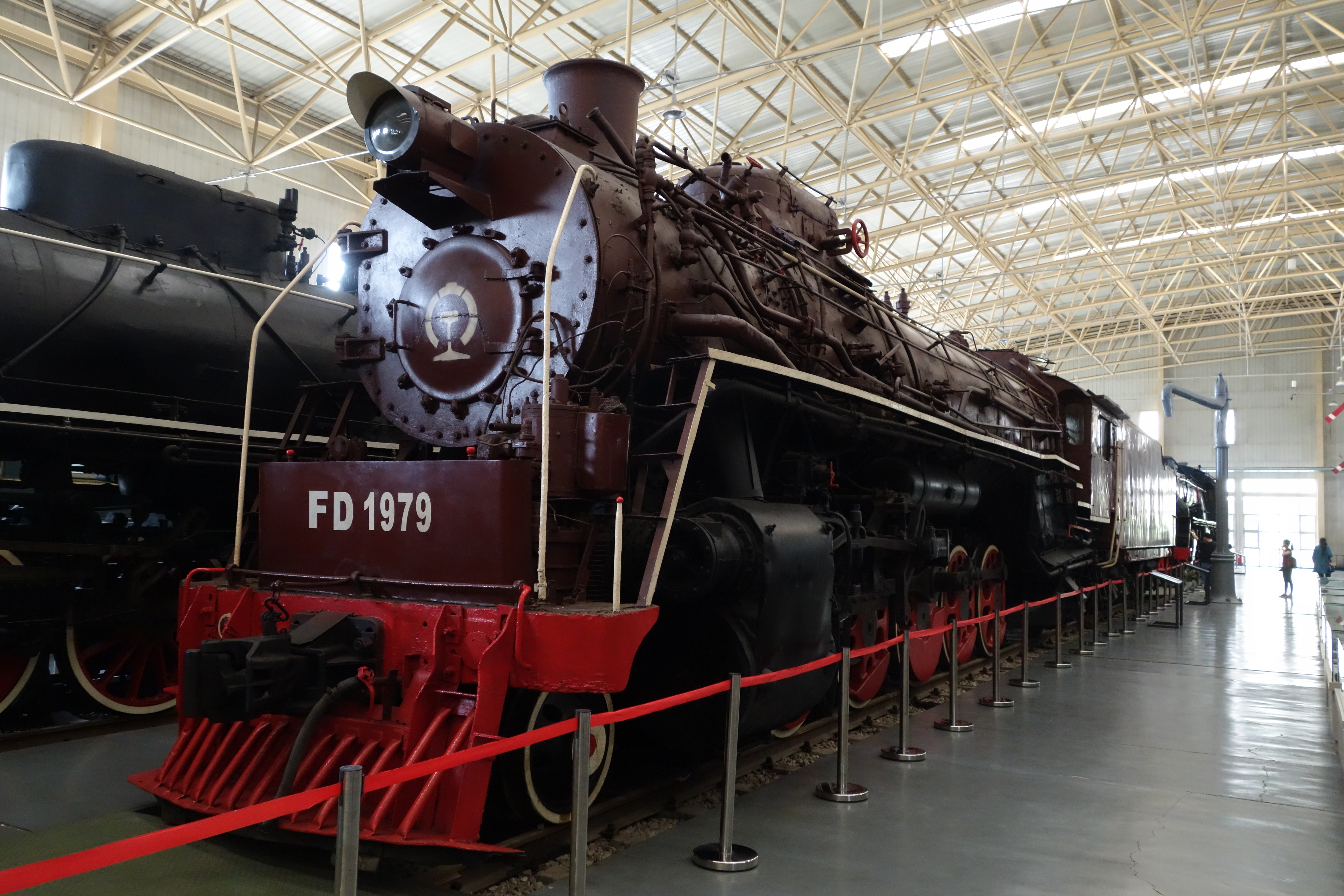
保存于中国铁道博物馆的第1979号FD型蒸汽机车

1949年10月，中华人民共和国成立。为了解决铁路运输能力严重不足这一问题，中国于20世纪50年代从苏联引进了该款机车，共计1054台（1001~2004；2201~2250），进口时定名为友好型，代号YH。但几年后受中苏交恶，以及文化大革命的影响，友好型改为反修型。1971年7月，反修型按进口机车沿用原型名FD，即将俄文字母改为相应的汉语拼音字母FD。
20世纪70年代末期，这批机车陆续退役，最后一次本型机车目击记录是在1985年10月时配属于柳州铁路局桂林机务段的FD-1189。在1990年取消该机车型号。

### 在朝鲜铁路的运用
一说中国将一批数量不明的ФД型机车让渡给朝鲜民主主义人民共和国铁道省，本型机车在朝鲜铁道省命名为8500型。

## 机车保存

### 于苏联各加盟共和国内
28辆本型机车于俄罗斯联邦境内展示，其中：
- 11辆机车静态展示于各博物馆
- 1辆机车在顿河畔罗斯托夫一企业作为固定锅炉使用[6]
- 14辆机车以铁路机车纪念碑（俄语：Локомотивы-памятники）形式静态展示
- 1辆工作状态
- 1辆废弃状态

2辆本型机车于乌克兰切爾卡瑟州茨維特科韋机务段处在工作状态。

### 于中国国内
- FD-1227，退役后，交付沈阳沈阳铁道博物馆永久收藏，并作为展品展出。
- FD-1653，退役后，封存于呼和浩特铁路局包头西机务段。
- FD-1979，退役后，交付北京中国铁道博物馆永久收藏，并作为展品展出。

## 备注
1. ↑  Раков В.А. . Транспорт. 1999: 7. ISBN 5-277-02012-8.
2. ↑  Class Profiles : FD Class 2-10-2 （页面存档备份，存于）,Railography
3. ↑  Chinese Locomotive Lists : FD 1001 to FD 2250 （页面存档备份，存于）,Railography
4. ↑  国分隼人. . : 111. ISBN 978-4-10-303731-6.
5. ↑  .   [2018-04-18]. （原始内容存档于2018-04-18）.